# Aysun Bademsoy
Aysun Bademsoy (anhörenⓘ * 14. März 1960 in Mersin, Türkei) ist eine deutsch-türkische Filmregisseurin und Drehbuchautorin.

## Leben
Aysun Bademsoy kam mit ihren Eltern und ihrem Bruder, dem späteren Schauspieler Tayfun Bademsoy, 1969 aus der türkischen Hafenstadt Mersin nach Berlin. Erste Filmerfahrungen sammelte sie 1979, als sie zusammen mit Herbert Grönemeyer in Zuhaus unter Fremden eine problematische deutsch-türkische Liebesbeziehung darstellte. Nach dem Abitur studierte sie bis 1989 Publizistik und Theaterwissenschaft an der Freien Universität Berlin. Bereits während des Studiums übernahm sie kleinere Rollen in Spielfilmen.
Sie dreht seit 1989 Dokumentarfilme. Ihr erster eigenständiger Film Mädchen am Ball (1995) porträtierte junge Frauen mit türkischem Migrationshintergrund, die in der Frauenfußballmannschaft Agrispor in Berlin gespielt haben und deren Werdegang sie auch zwei Jahre später in Nach dem Spiel (1997) weiterverfolgte. Die Filme Deutsche Polizisten: Viele Kulturen – Eine Truppe (1999) und Am Rand der Städte (2006) waren im Forum des Jungen Films im Rahmen der Berlinale zu sehen.
2008 nahm sich Bademsoy im Dokumentarfilm Ich gehe jetzt rein erneut deutsch-türkischer Frauen an, die sie zuvor in Mädchen am Ball und Nach dem Spiel porträtiert hatte. Ihre Fernsehdokumentation Ehre aus dem Jahre 2011 zeigt die Gedankenwelt dreier in Deutschland lebender Männer, eines Deutsch-Türken, eines Deutsch-Palästinensers und eines „Biodeutschen“, zum Thema Ehre auf.
Im Jahr 2019 erschien ihr Dokumentarfilm Spuren – Die Opfer des NSU, der sich mit den psychischen Folgen der Mordserie für die Hinterbliebenen befasst.
Bademsoy ist mit dem Regisseur Christian Petzold verheiratet und lebt in Berlin. Das Paar hat zwei Kinder.